# Джамена (Молдова)
Джамена (рум. Geamăna) — село в Аненій-Нойському районі Молдови. Адміністративний центр однойменної комуни, до складу якої також входить село Батик.

## Населення
За даними перепису населення 2004 року у селі проживала 3401 особа.
Національний склад населення села:
| Національність       | Кількість осіб | Відсоток   |
| -------------------- | -------------- | ---------- |
| молдавани румуни     | 3262 39        | 95,9% 1,1% |
| росіяни              | 37             | 1,1%       |
| цигани               | 37             | 1,1%       |
| українці             | 15             | 0,4%       |
| гагаузи              | 2              | 0,1%       |
| болгари              | 2              | 0,1%       |
| інша / без відповіді | 7              | 0,2%       |
| Всього               | 3401           | 100%       |